# Kalmar Saints
KFUM Kalmar Basket, kallad Kalmar Saints, är en basketbollklubb i Kalmar som är ansluten till KFUM, en organisation som varit pionjärer med att sprida basketen i Sverige.
Klubben som varit igång sedan 1973 har idag verksamhet för pojkar, flickor och funktionshindrade samt dam- och herrlag på seniorsidan. Klubben har varit drivande i att bygga streetbasketplaner i staden och står som medgrundare till Långvikens beacharena.
Den 17 februari 2023 meddelade klubben att man drar sig ur Svenska basketligan inför säsongen 2023–2024.
2023 blev centern och Malbasprodukten Tobias Sjöberg första spelaren att bli kallad till seniorlandslaget för att spela OS Kval. Tobias spelade för KFUM Kalmar 2020-2023

## Senior

### Truppen 2022/2023 - SBL
| Nr | Namn                     | Position | Längd | Född | Nationalitet | Moderklubb          |   |
| -- | ------------------------ | -------- | ----- | ---- | ------------ | ------------------- | - |
| 0  | Jamaure Gregg            | Forward  | 202   | 1999 | USA          | -                   |   |
| 1  | Jovan Vega               | Guard    | 187   | 2002 | Sverige      | KFUM Kalmar Basket  |   |
| 2  | Cameron DeLaney          | Guard    | 193   | 1995 | USA          | -                   |   |
| 3  | Kristijan Vladovic       | Guard    | 189   | 1999 | Kroatien     | -                   |   |
| 6  | Hannes Widell            | Guard    | 185   | 1994 | Sverige      | Hägenås SK          |   |
| 7  | Hampus Ramstedt          | Fowvard  | 202   | 1999 | Sverige      | Södertälje BBK      |   |
| 9  | Jan Tratnik              | Forward  | 190   | 1989 | Slovenien    | KK Maribor Nova     |   |
| 14 | Tobias Sjöberg           | Center   | 205   | 1997 | Sverige      | Malbas BBK          |   |
| 15 | Malte Eriksson           | Center   | 203   | 2003 | Sverige      | Huddinge BBK        |   |
| 19 | Calle Birgemo            | Forward  | 199   | 2002 | Sverige      | KFUM Kalmar Basket  |   |
| 22 | Edvin Larsson            | Forward  | 197   | 2000 | Sverige      | Borås Basket        |   |
| 25 | Filip Ivanovic Håkansson | Guard    | 185   | 2000 | Sverige      | Norrköping Dolphins |   |
| 32 | Sebastian Sjöberg        | Guard    | 186   | 2000 | Sverige      | KFUM Kalmar Basket  |   |
| 44 | Goran Ahmad              | Guard    | 185   | 1999 | Sverige      | KFUM Fryshuset      | - |

Coach: Vladimir Ivankovic Assisterad: Sebastian Andersson

## Tidigare säsonger

### Historia - Herr
| - Säsong - | Division                    | Placering         |
| ---------- | --------------------------- | ----------------- |
| 2024725    | Basketettan Södra           |                   |
| 2023/24    | Superettan                  | 15                |
| 2022/23    | Svenska Basketligan         | 10                |
| 2021/22    | Superettan                  | 2                 |
| 2020/21    | Superettan                  | avbruten Covid-19 |
| 2019/20    | Basketettan Södra           | 2                 |
| 2018/19    | Basketettan Södra           | 5                 |
| 2017/18    | Division 2 Småland-Blekinge | 1                 |
| 2016/17    | Division 2 Småland-Blekinge | 4                 |
| 2015/16    | Division 2 Småland-Blekinge | 3                 |
| 2014/15    | Division 2 Småland-Blekinge | 6                 |
| 2013/14    | Division 2 Småland-Blekinge | 3                 |
| 2012/13    | Division 2 Östra            | 4                 |
| 2011/12    | Division 2 Småland          | 2                 |
| 2010/11    | Division 2 Småland          | 2                 |
| 2009/10    | Basketettan Södra           | 11                |
| 2008/09    | Basketettan Södra           | 5                 |
| 2007/08    | Basketettan Södra           | 9                 |
| 2006/07    | Basketettan Södra           | 4                 |
| 2005/06    | Basketettan Södra           | 4                 |
| 2004/05    | Basketettan Södra           | 4                 |
| 2003/04    | Basketettan Södra           | 7                 |
| 2002/03    | Basketettan Södra           | 9                 |
| 2001/02    | Basketettan Södra           | 7                 |

### Historia - Dam
| - Säsong - | Division          | Placering |
| ---------- | ----------------- | --------- |
| 2024/25    | Basketettan Södra |           |
| 2023/24    | Basketettan Södra | 3         |
| 2022/23    | Basketettan Södra | 11        |

### Saints All Stars
| - Peter Engström - David Ihse - Jan Tratnik - Linn Schuler - Rodney Williams - Wed Green - Mats Lundh - Stefan Rådhe - Andy Prichard - Melwin Wood - Olle Svensson - Greg Benjamin - Nisvet Mujic - Torbjörn Andersson - Hans Ljungkvist 76-97 Ungdomslagen spelar seriespel i Småland-Blekinge BDF. Klubben har lag från Basketskolan med Easy Basket upp till U19 nivå. Efter det erbjuder klubben spel i utvecklingslaget (Div 2). Landskamper U15 Sebastian Sjöberg U17 Sebastian Sjöberg Spelare i Regionlag 2015 Sebastian Sjöberg, Simon Toulikas 2017 Carl Birgemo 2018 Max Hellström Föreningen är aktiv inom 3x3 och har en egen utomhusanläggning, Långvikens Beacharena, med en full court och en half court. Anläggningen har permanenta läktare och planen har belysning. Klubben är med och arrangerar East Coast Tour tillsammans med klubbarna i Oskarshamn och Västervik. Klubben har nått fina resultat på nationell niva i 3x3. 2019 fick KFUM Basketklubb Kalmar sin första landslagsspelare i 3x3 då Jovan Nyström tog plats i U18 landslaget. Landskamper U18 Jovan Nyström - http://www.barometern.se/sport/tolic-redo-att-lyfta-nya-saints-helst-vill-vi-ga-upp-redan-i-ar/ - http://www.barometern.se/sport/ny-guard-till-kalmar-saints/ - http://www.barometern.se/sport/kalmar-saints-varvar-fran-basketligan/ - http://www.barometern.se/sport/bradd-ska-ge-mer-spets-i-saints/ - http://www.barometern.se/sport/kalmar-saints-tar-in-ny-tranare-tolic-ersatter-engstrom/ - https://www.barometern.se/sport/succecoachen-forlanger-med-saints-kanns-fantastiskt-bra-294d543f/ 1. - Kalmar Saints Officiell webbplats - KFUM Kalmar Basket Facebook - KFUM Kalmar Basket (@kalmarsaints) Instagram |